# Postulatul de stare
În termodinamică postulatul de stare stabilește numărul de proprietăți necesare pentru definirea stării unui sistem termodinamic aflat în echilibru. Postulatul de stare admite specificarea unui număr finit de proprietăți pentru a descrie complet o stare de echilibru termodinamic. Odată ce valorile proprietăților specificate de postulatul de stare sunt date, celelalte proprietăți, nespecificate, trebuie să ia și ele anumite valori.
Postulatul de stare afirmă că:
„Starea unui sistem compresibil simplu este complet specificată de două proprietăți independente, intensive”
O afirmație mai generală a postulatului statului afirmă că:
starea unui sistem simplu este complet specificată de r+1 proprietăți independente, intensive, unde r este numărul de interacțiuni semnificative.
Un sistem este considerat a fi simplu compresibil în absența anumitor efecte care sunt neobișnuite în multe aplicații de inginerie. Acestea sunt câmpurile electromagnetice și cele gravitaționale, tensiunea superficială și mișcarea. Pentru un sistem simplu sunt suficiente doar două variabile intensive independente pentru a obține pe toate celelalte prin utilizarea unei ecuații de stare. În cazul unui sistem mai complex, pentru a descrie complet starea, variabilele suplimentare trebuie măsurate. De exemplu, dacă gravitația este semnificativă, atunci poate fi necesară o altitudine.
Două proprietăți sunt considerate independente dacă una poate varia, în timp ce cealaltă este menținută constantă. De exemplu, temperatura și volumul masic sunt întotdeauna independente. Totuși, temperatura și presiunea sunt independente doar pentru un sistem monofazic; pentru un sistem multifazic (cum ar fi un amestec de gaz și lichid), acesta nu este cazul. De exemplu punctul de fierbere (temperatura) depinde de altitudine (presiunea ambiantă).